# Francisco Gárate
Le bienheureux Francisco Gárate Aranguren, né le 3 février 1857 à Azpeitia et mort le 9 septembre 1929 à Bilbao, est un frère jésuite basque espagnol qui durant 41 ans fut portier et réceptionniste de l'université de Bilbao. Mort en odeur de sainteté, il fut béatifié le 6 octobre 1985 par le pape Jean-Paul II. Liturgiquement, il est commémoré le 10 septembre.

## Biographie
Francisco Gárate est né le 3 septembre 1857 dans le hameau Recarte, juste à côté du manoir de Loiola, (lieu de naissance de saint Ignace de Loyola) - devenu Basilique de Loyola. Le hameau fait partie de la petite ville d’Azpeitia, dans le Guipuscoa (Espagne). Il était le deuxième d'une fratrie de sept garçons.
À l'âge de quatorze ans, il quitte le domicile familial pour travailler comme domestique au collège récemment ouvert de Nuestra Señora de la Antigua, à Orduña (Biscaye). En 1874 – il a 17 ans - il décide d'entrer dans la Compagnie de Jésus. Avec deux autres jeunes gens il fait le voyage à pied jusque Poyanne (Landes), dans le sud de la France, où se trouvait le noviciat des Jésuites espagnols en exil: la révolution de 1868 les avait expulsés d’Espagne. Francisco y commence son noviciat le 2 février 1874.  
La fin de la période de son noviciat (1876) coïncide avec la paix en Espagne, ce qui permet le retour des Jésuites espagnols chez eux. Gárate est envoyé comme infirmier au collège de Pontevedra, une ville sur la côte atlantique, près de la frontière portugaise. Il y passe 10 ans. Les étudiants témoignèrent de son dévouement, sa patience et la charité qu’il montrait envers tous et surtout pour les malades. 
En 1888, il est envoyé à Bilbao. Les jésuites y ont construit et ouvert une nouvelle université dans le quartier de Deusto. Gárate y remplit diverses fonctions durant les 41 années de sa vie. Comme concierge et réceptionniste il a de nombreux contacts avec les visiteurs, les étudiants, leurs parents et quantité d’autres. La manière exquise dont il reçoit tous et chacun laisse une marque durable. Dans ces bâtiments encore en construction il reste beaucoup à faire. Gárate est appelé à superviser les travaux et vérifier la fiabilité des équipements, dont celle du téléphone qu’il installe en 1916. Il est également sacristain et jardinier. 
Francisco Gárate meurt dans sa chambre de l’université de Deusto, le 9 septembre 1929. Religieux exemplaire et fort apprécié pour son dévouement, particulièrement dans la manière dont il recevait les visiteurs, il avait déjà de son vivant une réputation de sainteté. Le pape Jean-Paul II le béatifie à Rome le 6 octobre 1985. Il est liturgiquement commémoré le 10 septembre.